# Epicausis lanigera
Epicausis lanigera är en fjärilsart som beskrevs av Butler 1880. Epicausis lanigera ingår i släktet Epicausis och familjen nattflyn. Inga underarter finns listade i Catalogue of Life.